# 謝克列塔里夫卡
46°39′35″N 30°16′52″E / 46.65972°N 30.28111°E
塞克雷塔里夫卡（烏克蘭語：Секретарівка）是位於烏克蘭西南部的村莊，由敖德萨州敖德萨区的維霍達市鎮負責管轄。該村始建於1858年，面積1.49平方公里，海拔高度78米，2001年人口941，人口密度每平方公里631.54人。